# Vizaga
Vizaga är ett släkte av fjärilar. Vizaga ingår i familjen trågspinnare.
Kladogram enligt Catalogue of Life:
| Vizaga | \| \| Vizaga cyanea \| \| \| \| \| \| Vizaga mirabilis \| \| \| \| |
|        | \| \| Vizaga cyanea \| \| \| \| \| \| Vizaga mirabilis \| \| \| \| |
|        | Vizaga cyanea                                                      |
|        |                                                                    |
|        | Vizaga mirabilis                                                   |
|        |                                                                    |